# Solar Impulse
Solar Impulse (officiële naam: HB-SIA) is een Europees project dat ondernomen wordt door de EPFL en ten doel heeft een zonnevliegtuig over lange afstanden te laten vliegen. Het project wordt gepromoot door Bertrand Piccard en is gericht op zonne-energie-circumnavigatie. Op 13 mei 2011 voerde het een geslaagde testvlucht uit van Zwitserland naar Zaventem. In maart 2015 begon de vlucht om de aarde, een doel dat na een paar grote tegenslagen in juli 2016 gehaald werd.

## Geschiedenis
Het eerste vliegtuig is gemaakt voor één passagier. Het is in staat zelfstandig op te stijgen en dagenlang in de lucht te blijven. Zodra de batterijen efficiënter worden, kan er bespaard worden op gewicht en wordt het mogelijk om een tweemansvliegtuig te bouwen.
Op 8 juli 2010 voltooide het prototype (Solar Impulse 1) van het vliegtuig de eerste ononderbroken vlucht van meer dan 24 uur op zonne-energie.
Een tweede vliegtuig met de naam Solar Impulse 2, gemaakt in 2014, heeft vele verbeteringen, waaronder meer zonnecellen en sterkere motoren.

### Tijdlijn
- 2003: Haalbaarheidsstudie aan de Technische Hogeschool van Lausanne.
- 2004 - 2005: Conceptontwikkeling.
- 2006: Simulatie langeafstandsvluchten.
- 2006 - 2007: Bouw prototype.
- 2009: Eerste vlucht prototype (HB-SIA; Solar Impulse 1).
- 2011 - 2012: Enkele missies overdag
- 2011 - 2013: bouw HB-SIB
- 2013: Oversteek Verenigde Staten
- 2014: Testvluchten HB-SIB; Solar Impulse 2.
- 2015 - 2016: Vlucht rond de wereld.[2]

### Eerste vlucht
Op 26 juni 2009 werd de Solar Impulse voorgesteld in Dübendorf, Zwitserland. Een eerste vlucht werd op 3 december 2009 gemaakt. Het toestel met vliegtuigregistratie "HB-SIA" maakte een vlucht van 350 meter, 1 meter boven de grond.

### Eerste testvlucht
Op 7 april 2010 maakte testpiloot Markus Scherdel een eerste testvlucht met de Solar Impulse. Met de test bereikte het vliegtuig een maximumhoogte van 1200 meter in een 87 minuten durende vlucht.

### Eerste nachtvlucht
In de vroege ochtend van 7 juli 2010 steeg André Borscherg met de Solar Impulse op. Na 10 uur vliegen bereikte het vliegtuig een hoogte van 8.700 meter (200 meter meer dan vooropgesteld was). Na 26 uur vliegen landde het vliegtuig op 8 juli 2010 omstreeks 9:00 (UTC+2). Dit was de langste en hoogste vlucht door een bemand zonnevliegtuig. In oktober 2010 erkende de FAI officieel dit nieuw wereldrecord.

### Eerste internationale vlucht
Op vrijdag 13 mei 2011 maakte de Solar Impulse, met André Borscherg als piloot, haar eerste internationale vlucht naar Zaventem. Na een vlucht van 13 uur landde het toestel om 21:38u plaatselijke tijd op Brussels Airport.

### Eerste intercontinentale vlucht
Op dinsdag 5 mei 2012 voerde de Solar Impulse, met Bertrand Piccard als piloot, haar eerste intercontinentale vlucht uit. Het toestel steeg op in Madrid en landde in de late avond in Rabat

### Eerste vlucht door de VS
Op 3 mei 2013 begon het vliegtuig aan zijn eerste vlucht door de Verenigde Staten, met een start in Mountain View in Californië, naar Phoenix (Arizona). Vandaar ging het naar Dallas, Texas, St. Louis, Missouri, Washington en New York. Elke vlucht duurde 19 à 25 uur, en in elke stad werd meerdere dagen halt gehouden. Op 6 juli landde het toestel op zijn eindbestemming New York.

### Vlucht rond de wereld
De vlucht rond de wereld begon in Abu Dhabi op 9 maart 2015 met André Borscherg en Bertrand Piccard als piloten van de Solar Impulse 2. Het vliegtuig vloog daarbij voornamelijk in het noordelijk halfrond, in de buurt van de evenaar. Ook waren er een aantal haltes gepland om van piloot te veranderen. Door fysiologische beperkingen van de menselijke piloot duurde elke etappe drie à vier dagen. De Solar Impulse landde in Masqat, Ahmedabad, Benares, Mandalay, Chongqing, Nanjing, Nagoya, Barbers Point Housing, Mountain View, Phoenix, Tulsa, Dayton, Lehigh Valley, New York (11 juni 2016), en Sevilla (23 juni 2016). Het was aanvankelijk de bedoeling dat de Solar Impulse 2 zou landen in Parijs, dezelfde eindbestemming als Charles Lindberghs eerste solovlucht over de Atlantische Oceaan in 1927. In de Franse hoofdstad werd echter onweer verwacht, waardoor piloot Piccard besloot naar Zuid-Spanje uit te wijken. Het was de vijftiende etappe van zijn reis rond de wereld in het zonnevliegtuig. Daarna volgde etappes Spanje Caïro, en Caïro naar Dubai waar op 26 juli 2016 werd geland. De vlucht rond de wereld was daarmee compleet.

## Techniek

### Aerodynamica
De spanwijdte van Solar Impulse bedraagt 63,4 meter. Dit is om het slepen van de vleugels te vermijden en een maximale oppervlakte voor de 11.628 monokristallijne zonnecellen te bieden. De vleugels zijn licht van constructie: 8 kg/m². Het nadeel van de lichte vleugels is dat ze een grote turbulentiegevoeligheid hebben.

### Structuur
De Solar Impulse heeft een gewicht van 1600 kg. Om het gewicht zo laag mogelijk te houden, heeft men gebruikgemaakt van koolstofvezel.
Volgens het ontwerp zou het vliegtuig een massadichtheid van 0,5 kg/m³ moeten hebben . De gebruikte materialen zullen ook een geïntegreerde functionaliteit hebben, zoals geïntegreerde sensoren, actieve vormcontrole, enzovoort. Een laag van ultradunne zonnecellen wordt geïntegreerd om de vleugels heen, die zijn ontworpen om flexibel genoeg te zijn om vervormingen en trillingen te weerstaan.

### Vermogen
De fotovoltaïsche cellen, met een totale oppervlakte van 200 m², zorgen voor de opwekking van elektriciteit overdag. Deze energie zal gebruikt worden om de propellers aan te drijven en om de batterijen op te laden om 's nachts ook te kunnen vliegen. De energie die overdag wordt opgeslagen in de lithiumbatterijen, die zich in de vleugels bevinden, heeft een dichtheid van om en nabij de 200 Wh/kg, ondanks temperaturen van +80 C tot -60 C.
Het gemiddelde geleverde vermogen aan elektromotoren bedraagt zo'n 6 kW (8 pk). Dit vermogen is vergelijkbaar met het vliegtuig van de gebroeders Wright, de Wright Flyer.

### Cockpit
De cockpit biedt bescherming tegen drukverandering, en voorziet de piloot van zuurstof en bescherming tot een kruishoogte van 12.000 meter.

## Partners
Het project wordt gedeeltelijk gefinancierd door particuliere bedrijven zoals Solvay, Omega SA, Schindler Liften, Deutsche Bank, Altran en Swisscom. EPFL. De Europese Ruimtevaartorganisatie (ESA) en Dassault leveren technische expertise.